# Indals prästgård

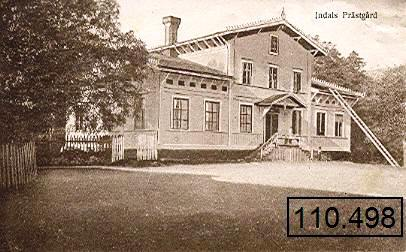
Indals prästgård 1867-1943

Indals prästgård är en bostadsbyggnad i Sundsvalls kommun. Den tillhörde innan försäljningen 2003 Indals församling, Härnösands stift.

## Första prästgården 1803-1867
Den första prästgården som finns dokumenterat byggdes 1803 och var inte i det bästa skick från början utan behövdes genomgå ständiga reparationer. Prästgården från 1803 revs och såldes på auktion den 18 december 1868 för 220 riksdaler och 25 öre till Indals socken. Tanken var att socknen skulle använda den till fattighus. Men dessa tankar övergavs så småningom av sockenstyrelsen och därför fick C. J. Backman i Havrom köpa prästgården. Han flyttade byggnaden till sitt hemman i Havrom där den uppfördes som mangårdsbyggnad och står kvar där än idag.

## Andra prästgården 1867-1943
Kyrkostämman tog upp frågan 1858 om en ny prästgård då den gamla ansågs vara i för dåligt skick. Det var på den tiden ett samarbete mellan Lidens, Holms och Indals församlingar ingick i ett så kallat byggnadsskyldige. Beslut togs den 23 mars 1867 att en ny prästgård i Indal skulle byggas. Denna skulle uppföras i trä enligt direktiv ifrån kammarkollegiets förslag till byggnadsordning för eckelisastiska boställen. En byggnadskommitté utsågs också vis detta sammanträde, den bestod av kammarskrivare J.A. Boström, nämndeman Nils Jonsson och bonden Erik Johansson i Bäck. Det virke man skulle använda sig av beslöts att tas från prästbolets skog.
Liden och Holms sockenmän inlämnade besvär över detta prästgårdsbygge i Indal, men besväret ogillades av både Landshövdingämbetet och Kammarkollegiet.
Denna andra prästgård byggdes i så kallad schweizisk stil med en tre fot hög stensockel av huggen granit, 72 fot lång, 44 fot bred och 34 fot hög. i huset skulle det finnas 7 rum i bottenvåningen och även 7 rum i övre våning. Kostnaden för denna prästgårds uppförande kom att bli 15 807 riksdaler.

## Tredje prästgården 1943-
Någon gång under 40-talet ansågs den gamla prästgården vara i behov av ett nybygge. Det beslutades att den tredje prästgården skulle uppföras i församlingen i vit. Arvid Ledin från Högsjö i Indal fick i uppdrag att uppföra den nya prästgården. Till sin hjälp hade han sin far Alfred Säter och Oskar Säter. Prästgården skulle uppföras av det virke som fanns i den nu befintliga prästgården. Ture Sjölinder från Bjällsta satte upp en såg öster om nuvarande Häreborg och sågade där om virket för den nya prästgården. 1967 byggdes huset ut med en större pastorsexpedition och arkiv, det var även då huset fick sin nuvarande röda färg. År 2003 sålde församlingen prästgården till privatpersoner.